# وانغ زينزين
وانغ زينزين (بالصينية: 王新欣) هو لاعب كرة قدم صيني في مركز الوسط، ولد في 27 أبريل 1981 في شنيانغ في الصين. شارك مع منتخب الصين لكرة القدم. أما مع النوادي، فقد لعب مع نادي تيانجين تيدا ونادي شنجن.

## وصلات خارجية
- وانغ زينزين على موقع قاعدة بيانات كرة القدم.إي يو (الإنجليزية)
- وانغ زينزين على موقع ناشيونال فوتبول تيمز (الإنجليزية)
- وانغ زينزين على موقع Soccerway.com (الإنجليزية)